# 佐藤爱子
佐藤爱子（日语：／ Sato Aiko，1983年10月18日—），日本女子柔道运动员。她曾代表日本参加2006年亚洲运动会柔道比赛，获得一枚银牌。她也曾参加2008年夏季奥林匹克运动会。